# 宣統帝退位詔書
《宣統帝退位詔書》，又稱《清室退位詔書》，是中國清朝隆裕太后於1912年2月12日（宣統三年十二月廿五）頒布的詔書，宣布宣統帝溥仪將政權公諸全民，施行共和國體。該詔書宣告大清帝國統治中國之终结、以及辛亥革命建立的中華民國正式繼承中國的統治權，同时亦标志着在中国实行了2,132年的帝制就此结束。計自努尔哈赤建後金國至溥儀退位，大清國祚長達296年；若自清太宗登基稱帝起算，則為276年；若自順治帝清兵入關起算，則為268年。

## 簡介
1911年10月武昌起義之後，汉地十八省大部相繼響應起義，宣布独立，是為辛亥革命。滿族大臣蔭昌鎮壓革命，但由於北洋軍皆袁世凱舊部，不易指揮，所以戰鬥失效。隆裕太后命蔭昌署理陸軍大臣，以袁世凱為內閣總理大臣剿滅革命軍，袁世凱率北洋第一軍總統官馮國璋、北洋第二軍總統官段祺瑞奉命出征，但袁世凱權衡利弊後採取麵與鞭的策略，一面出兵，一面與革命黨談判，经过南北议和，袁世凱獲得黃興保證，將由自己擔任大總統，《清室优待条件》基本达成，但清朝核心內部依然糾葛，北洋军將領段祺瑞在袁世凱授意之下，發了《段祺瑞等要求共和電》，又接連通電脅迫。當時溥儀年僅6歲，無行為能力，由隆裕皇太后垂簾聽政。另外，隆裕皇太后又頒布兩個相關詔書。
此诏书後由原内阁中书张朝墉收藏，与同时发布的两个相关诏书及2月3日的授权谈判诏书合称《逊清四诏》，裱为一卷。张殒後，由北京师范大学校长陈垣购得，1975年起由中国革命历史博物馆（现中国国家博物馆）收藏。
有说退位詔書起草人為張謇；但究竟何人执笔起草，一直未有定论。
1912年2月22日，《申报》标题为《清后颁诏逊位时之伤心语》的报道：“此次宣布共和，清谕係由前清学部次官张元奇拟稿，由徐世昌删订润色，于廿五日早九鐘前清后升养心殿後，由袁世凯君进呈。清后阅未终篇已泪如雨下，随交世续、徐世昌盖用御宝。”
与其他诏书不同的是，此诏书未鈐蓋具國璽效力的清朝二十五方玉玺，而是盖用隆裕太后的「法天立道」章。

## 诏书原文

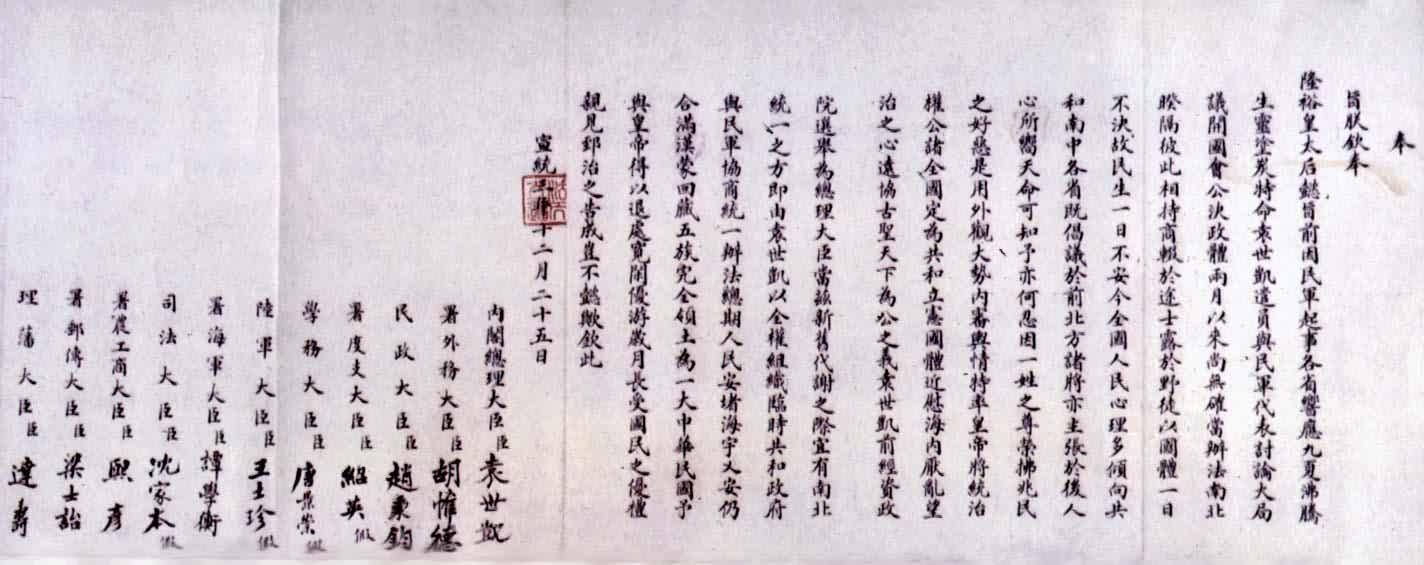
宣統帝退位诏书

|  | 奉 旨朕欽奉 隆裕皇太后懿旨：前因民軍起事，各省響應，九夏沸騰，生靈塗炭。特命袁世凱遣員與民軍代表討論大局，議開國會、公決政體。兩月以來，尚無確當辦法。南北暌隔，彼此相持。商輟於途，士露於野。徒以國體一日不決，故民生一日不安。今全國人民心理多傾向共和。南中各省，既倡議於前，北方諸將，亦主張於後。人心所嚮，天命可知。予亦何忍因一姓之尊榮，拂兆民之好惡。是用外觀大勢，內審輿情，特率皇帝將統治權公諸全國，定為共和立憲國體。近慰海內厭亂望治之心，遠協古聖天下為公之義。 袁世凱前經資政院選舉為總理大臣，當茲新舊代謝之際，宜有南北統一之方。即由袁世凱以全權組織臨時共和政府，與民軍協商統一辦法。總期人民安堵，海宇乂安，仍合滿、漢、蒙、回、藏五族完全領土為一大中華民國。予與皇帝得以退處寬閑，優游歲月，長受國民之優禮，親見郅治之告成，豈不懿歟！欽此。 |

## 相關二诏原文
|  | 朕钦奉隆裕皇太后懿旨：古之君天下者，重在保全民命，不忍以养人者害人。现将新定国体，无非欲先弭大乱，期保乂安。若拂逆多数之民心，重启无穷之战祸，则大局决裂，残杀相寻，必演成种族之惨痛。将至九庙震惊，兆民荼毒，后祸何忍复言。两害相形，取其轻者。此正朝廷审时观变，恫吾民之苦衷。凡尔京、外臣民，务当善体此意，为全局熟权利害，勿得挟虚矫之意气，逞偏激之空言，致国与民两受其害。著民政部、步军统领、姜桂题、冯国璋等严密防范，剀切开导。俾皆晓然于朝廷应天顺人，大公无私之意。至国家设官分职，以为民极。内列阁、府、部、院，外建督、抚、司、道，所以康保群黎，非为一人一家而设。尔京、外大小各官，均宜慨念时艰，慎供职守。应即责成各长官敦切诫劝，勿旷厥官，用副予夙昔爱抚庶民之至意。 |

|  | 朕钦奉隆裕皇太后懿旨：前以大局阽危，兆民困苦，特饬内阁与民军商酌优待皇室各条件，以期和平解决。兹据覆奏，民军所开优礼条件，于宗庙陵寝永远奉祀，先皇陵制如旧妥修各节，均已一律担承。皇帝但卸政权，不废尊号。并议定优待皇室八条，待遇皇族四条，待遇满、蒙、回、藏七条。览奏尚为周至。特行宣示皇族暨满、蒙、回、藏人等，此后务当化除畛域，共保治安，重睹世界之升平，胥享共和之幸福，予有厚望焉。” |

## 相关文献
溥仪一生的退位詔書共有3道，兩道是以大清皇帝身份擬出。除了1912年第一道退位詔書外，溥儀於1917年的復辟失敗後，亦曾草擬退位詔書，但與民國政府溝通後決定不頒佈，改以內務府聲明稱「張勛率領軍隊，入宫盤踞，矯發諭旨」。
1945年蘇聯紅軍進入滿洲，擊潰駐守當地的日軍，大滿洲帝國政權倒台。1945年8月17至18日午夜，大满洲帝国皇帝溥仪於大栗子溝退位，並頒布退位詔書。